# ديريكس بنتلي
فريديرك ديريكس بنتلي (Frederick Dieriks Bentley) أو فقط ديريكس بنتلي (Dieriks Bentley) من مواليد 20 نوفمبر 1975.هو مغني وكاتب أغاني أمريكي

## الترشيحات

### ترشيحات جوائز الغرامي
| ااسنة | الترشيح                                                    | الجائزة                                             | النتيجة |
| ----- | ---------------------------------------------------------- | --------------------------------------------------- | ------- |
| 2007 ‏ | "Every Mile a Memory"                                      | جائزة جرامي لأفضل أداء صوتي ذكر كانتري ‏             | رُشِّح     |
| 2007 ‏ | "Every Mile a Memory"                                      | جائزة غرامي لأفضل أغنية كانتري                      | رُشِّح     |
| 2008  | "Long Trip Alone"                                          | أفضل أداء صوتي كانتري رجالي                         | رُشِّح     |
| 2008  | "Long Trip Alone"                                          | أفضل أغنية كانتري                                   | رُشِّح     |
| 2008  | Long Trip Alone                                            | جائزة غرامي لأفضل ألبوم كانتري                      | رُشِّح     |
| 2010  | "Beautiful World" (بالإشتراك مع باتي غريفن)                | Best Country Collaboration with Vocals [الإنجليزية] | رُشِّح     |
| 2011  | Up on the Ridge                                            | أفضل ألبوم كانتري                                   | رُشِّح     |
| 2011  | "Bad Angel" (with ميراندا لامبيرت and Jamey Johnson)       | أفضل تعاون كانتري                                   | رُشِّح     |
| 2011  | "Pride (In the Name of Love)" (مع بانش براذرز & دل ماكوري) | أفضل تعاون كانتري                                   | رُشِّح     |
| 2013  | "Home"                                                     | جائزة غرامي لأفضل أداء كانتري منفرد                 | رُشِّح     |
| 2015  | Riser                                                      | أفضل ألبوم كانتري                                   | رُشِّح     |
| 2016  | "The Driver" (مع تشارليز كيلي وإريك باسلاي)                | جائزة غرامي لأفضل أداء ثنائي/مجموعة كانتري          | رُشِّح     |
| 2017  | "Different for Girls" (مع إيل كينغ)                        | جائزة غرامي لأفضل أداء ثنائي/مجموعة كانتري          | رُشِّح     |

## روابط خارجية
- ديريكس بنتلي على موقع IMDb (الإنجليزية)
- ديريكس بنتلي على موقع ميوزك برينز (الإنجليزية)
- ديريكس بنتلي على موقع رولينغ ستون (الإنجليزية)
- ديريكس بنتلي على موقع أول ميوزيك (الإنجليزية)
- ديريكس بنتلي على موقع ديسكوغز (الإنجليزية)
- ديريكس بنتلي على موقع قاعدة بيانات الفيلم (الإنجليزية)